# Aco Pejović
Aleksandar „Aco“ Pejović (* 18. April 1972 in Prijepolje, Serbien) ist ein serbischer Sänger. Seine Lieder sind dem Genre Turbofolk und Pop zuzuordnen.

## Karriere
Aco Pejović schloss eine musikalische Ausbildung in der Srednja muzička škola „Vasa Pavić“ (Hochschule für Musik) in Podgorica ab.

## Diskografie

### Alben
- 2000: Viđaš Li Je Druže Moj
- 2002: Prevara
- 2004: Opušteno
- 2006: Neverna
- 2007: U Mojim Venama
- 2010: Aco Pejović
- 2013: Sve Ti Dugujem
- 2015: Parče Neba
- 2024: Hotel Tuge

### Live-Alben
- 2010: Solistički Koncert
- 2014: Arena 2013

### Kompilationen
- 2014: Best Of

### Singles (Auswahl)
| - 2002: Prevara - 2004: Opušteno - 2004: Taxi - 2006: Litar Krvi - 2006: Neverna - 2006: Jelena - 2006: Ne Diraj Mi Noći - 2007: Seti Me Se - 2010: Ne Pitaj - 2010: Nema Te Nema - 2010: Da Si Tu - 2010: Jednom Se Živi | - 2013: Oko Mene Sve - 2013: Sve Ti Dugujem - 2013: Makar Zadnji Put - 2013: Godina I Jače - 2013: Poplava (mit Ministarke) - 2014: Neko Treći (mit Tropico Band) - 2017: Litar Vina, Litar Krvi (mit Aleksandra Prijović & Dejan Petrovič) - 2018: Blud I Nemoral (mit Edita Aradinović) - 2021: Recite Mi Ko Je Ženi - 2021: Ponoć (mit Željko Joksimović & Suzana Brankovic) - 2023: Rano Je (mit Emina Jahović) - 2024: Soba 501 |